# 48 Hour Film Project
Het 48 Hour Film Project is een competitie waarin teams van filmmakers een genre, een personage, een rekwisiet en een dialoog toegewezen krijgen, en 48 uur hebben om een korte film met die elementen er in verwerkt te creëren. Kort na de 48 uur aan filmmaken, worden de films van elke stad vertoond in de stad waar ze zijn gemaakt. Het project was geïnspireerd door 24 Hour Plays.

## Geschiedenis
In mei 2001 kwam filmmaker Mark Ruppert op het idee om een film proberen te maken in 48 uur. Hierdoor was hij geïnspireerd door de 24 Hour Plays. Hij riep zijn filmpartner Liz Langston en andere filmmakers uit Washington D.C. op om mee te doen aan het project. De grote vraag was toen "Waren films die in 48 uur gemaakt waren wel te bekijken?". Het antwoord was ja en na het eerste project groeide het festival uit tot een groot internationaal filmfestival waar veel steden al aan mee hebben gedaan. In het eerste jaar werd het festival vooral in Washington D.C. gehouden, maar in het tweede jaar kwamen er al gauw een aantal steden bij. Dat waren:
- Atlanta
- Austin
- Los Angeles
- New York
- Philadelphia

In 2003 deed er voor het eerst een stad mee buiten de Verenigde Staten, Auckland (Nieuw-Zeeland).
Sinds 2004 doen er steden mee uit Europa. De eerste Europese steden die meededen waren Londen en Sheffield.
Sinds 2007 doen er meer Europese steden mee. De eerste Nederlandse steden waren Amsterdam en Utrecht en de eerste Belgische stad was Antwerpen. In 2007 deed voor het eerst een land mee in plaats van een stad, het betreft hier Israël.
Sinds 2008 doen er steden mee uit Azië en de rest van Amerika. De eerste Aziatische stad die meedeed was Mumbai. De eerste Amerikaanse stad buiten de VS die meedeed was Toronto.
Sinds 2010 doen er steden mee uit Afrika. De eerste Afrikaanse steden die meededen waren Johannesburg en Casablanca.
Het kleinste team dat mee heeft gedaan bestond uit één persoon die een camera opstelde en rondjes rende om de camera heen. Het grootste team bestond anno 2010 uit 116 mensen en 20 paarden. In 2009 hadden bijna 40.000 filmmakers ongeveer 3000 films in 76 steden wereldwijd gemaakt.

## Lijst van deelnemende steden
De jaren waarin de steden deelnamen staan tussen haakjes en de lijst staat in alfabetische volgorde en per werelddeel.

### Afrika
- Casablanca (schreef zich in 2010 in, maar deed uiteindelijk niet mee)
- Johannesburg (2010-heden)

### Amerika (overig)
- Lima (2010-heden)
- Mexico-Stad (2011)
- São Paulo (2011)
- Toronto (2008-heden)

### Australië
- Auckland (2003; zie hieronder)
- Brisbane (2004-2010)
- Melbourne (2008-heden)
- New South Wales (2011); Als voortgang van Sydney
- Sydney (2008-2010)

### Azië
- Beiroet (2011)
- Delhi (2011)
- Dubai (2011)
- Hanoi (2011)
- Ho Chi Minhstad (2010-heden)
- Hongkong (2009-heden)
- Israël (2007-heden)
- Kaohsiung (2011)
- Kuala Lumpur (2010-heden)
- Mongolië (2010-heden)
- Mumbai (2008-heden)
- Osaka (2011)
- Peking (2009-heden)
- Seoel (2009-heden)
- Singapore (2008-heden)

### Europa
- Amsterdam (2007-heden)
- Amsterdam Speciale editie op het Cinekid Festival, films moeten geschikt zijn voor 6-14 jaar en hebben vaak kinderen in de hoofdrollen (2011 - heden)
- Antwerpen (2007; 2009-2010)
- Athene (2008-2010)
- Barcelona (2011)
- Berlijn (2007-heden)
- Brașov (2011)
- Breda (2009-heden)
- Dijon (2011)
- Edinburgh (2008-heden)
- Eindhoven (2015-heden)
- Finland (2008)
- Genève (2008-heden)
- Gent (2007)
- Glasgow (2011)
- Granada (2010-heden)
- Keulen (2010)
- Leeuwarden (2013-2021 Noordelijk Film Festival)
- Lissabon (2009-heden)
- Londen (2004; 2008-heden)
- Nijmegen (2010-heden)
- Parijs (2005-heden)
- Praag (2011)
- Rome (2007-heden)
- Rotterdam (2012-heden)
- Sheffield (2004)
- Tirana (2010)
- Toulouse (2010)
- Utrecht (2007-heden)
- Warschau (2011)

### Verenigde Staten
- Aberdeen (2005)
- Albuquerque (2006-heden)
- Asheville (2005-heden)
- Atlanta (2002-heden)
- Austin (2002-heden)
- Baltimore (2005-heden)
- Black Rock (Arkansas) (2005-2010)
- Boston (2003-heden)
- Buffalo (2007-heden)
- Chicago (2005-heden)
- Cincinnati (2003-heden)
- Cleveland (2007-heden)
- Columbus (2008-heden)
- Dallas (2007-heden)
- Denver (2005-heden)
- Des Moines (2005-heden)
- Detroit (2008-2010)
- Fargo (2006-heden)
- Greensboro (2004-heden)
- Hampton Roads (2007-heden)
- Honolulu (2007-2008; 2010)
- Houston (2005-heden)
- Indianapolis (2007-heden)
- Inland Empire (2008-heden)
- Jacksonville (2007-heden)
- Kansas City (2008-heden)
- Las Vegas (2005-heden)
- Little Rock (2005-heden)
- Los Angeles (2002-heden)
- Louisville (2006-heden)
- Madison (2007-heden)
- Miami (2005-heden)
- Milwaukee (2007-heden)
- Minneapolis (2004-heden)
- Nashville (2003-heden)
- New Hampshire (2009-heden)
- New Haven (2011)
- New Orleans (2007-heden)
- New York (2002-heden)
- Oklahoma City (2011)
- Orlando (2008-heden)
- Paducah (2009-heden)
- Philadelphia (2002-heden)
- Phoenix (2005-2008)
- Pittsburgh (2007-heden)
- Portland (Maine) (2006-heden)
- Portland (Oregon) (2004-heden)
- Providence (2006-heden)
- Richmond (2007-heden)
- Salt Lake City (2007-heden)
- San Antonio (2007-heden)
- San Diego (2004-heden)
- San Francisco (2003-heden)
- San Jose (2007-heden)
- Savannah (2009-heden)
- Seattle (2005-heden)
- Saint Louis (2004-heden)
- Tampa-Saint Petersburg (2007-heden)
- Washington D.C. (2001-heden)

### Overig
- Machinima (2008-heden)

De wedstrijdorganisatoren houden online documenten bij die aangeven welke steden/landen in het verleden hebben meegedaan aan het festival.
De organisatoren van de Auckland competitie hebben zich afgesplitst van het 48 Hour Film Project na de competitie van 2003 en hebben hun eigen groep gevormd genaamd 48HOURS. Het is een geheel andere organisatie dat een soortgelijke competitie houdt Nieuw-Zeeland.

## Prijzen
In elke deelnemende stad of land wordt er een deelnemer gekozen als stads- of landwinnaar. Die deelnemer strijdt dan voor een jury tegen andere stads- of landwinnaars van dat competitiejaar. Er worden alleen landwinnaars gekozen als een geheel land meedoet aan de competitie. De jury kiest dan uit alle deelnemers de jaarwinnaar en die wordt dan vereerd op Filmapalooza, het filmfestival van het 48 Hour Film Project. Ook alle stadswinnaars worden op dat festival vertoond.

## Gerelateerde competities
In 2003 creëerden de makers van het 48 Hour Film Project de National Film Challenge. Dat is een jaarlijkse driedaagse filmcompetitie met ruwweg hetzelfde structuur als het 48 Hour Film Project, behalve dat de films worden gemaild wanneer ze klaar zijn en online gescreend in plaats van dat ze worden vertoond in een filmtheater in de stad waar wordt deelgenomen. In 2008 werd deze competitie geopend voor filmmakers van over de hele wereld en hoewel de naam niet officieel veranderd werd, werd de opvolger erkend door Utrecht. De bedenkers en organisatoren zeggen dat de NFC een tijdgebonden filmmakerscompetitie biedt voor deelnemers van over de hele wereld, inclusief degenen die niet in de buurt van een deelnemende stad of land wonen.
In 2006 begonnen de producers (van de National Film Challenge) de International Documentary Challenge (ook wel bekend als de Doc Challenge) waarin deelnemende filmmakers binnen vijf dagen een documentaire moeten maken.
Tijdens Cinekid in Amsterdam vindt sinds 2010 een speciale Cinekid-editie plaats, waarbij kinderen in 48 uur een Nederlandstalige film moeten maken.